# Serrat dels Gossos
El Serrat dels Gossos és una serra situada al municipi d'Alt Àneu a la comarca del Pallars Sobirà, amb una elevació màxima de 1.493 metres.